# Pasar II Natal
Pasar II Natal is een bestuurslaag in het regentschap Mandailing Natal van de provincie Noord-Sumatra, Indonesië. Pasar II Natal telt 1354 inwoners (volkstelling 2010).